# Biathlon aux Jeux olympiques de 2014 – Poursuite hommes
Navigation
Vancouver 2010 Pyeongchang 2018
L'épreuve masculine du 12,5 km poursuite aux Jeux olympiques d'hiver de 2014 a lieu le 10 février 2014 au complexe de ski de fond et de biathlon Laura. La poursuite est remportée par le Français Martin Fourcade devant le Tchèque Ondřej Moravec et un autre Français, Jean-Guillaume Béatrix.

## Médaillés
| Or                    | Argent               | Bronze                       |
| Martin Fourcade (FRA) | Ondřej Moravec (CZE) | Jean-Guillaume Béatrix (FRA) |

## Résultats
La course commence à 19 h 00 .
Légende : C - Couché ; D - Debout
| Rang                                | Dossard | Athlète                 | Nationalité        | Départ     | Pénalités (C+C+D+D) | Temps         | Retard        |
| ----------------------------------- | ------- | ----------------------- | ------------------ | ---------- | ------------------- | ------------- | ------------- |
| Médaille d'or, Jeux olympiques      | 6       | Martin Fourcade         | France             | 0 min 12 s | 1 (0+0+1+0)         | 33 min 48 s 6 |               |
| Médaille d'argent, Jeux olympiques  | 8       | Ondřej Moravec          | République tchèque | 0 min 15 s | 0 (0+0+0+0)         | 34 min 02 s 7 | +14 s 1       |
| Médaille de bronze, Jeux olympiques | 14      | Jean-Guillaume Béatrix  | France             | 0 min 39 s | 1 (0+0+1+0)         | 34 min 12 s 8 | +24 s 2       |
| 4                                   | 1       | Ole Einar Bjørndalen    | Norvège            |            | 3 (0+1+1+1)         | 34 min 14 s 5 | +25 s 9       |
| 5                                   | 16      | Evgeny Ustyugov         | Russie             | 0 min 46 s | 1 (0+1+0+0)         | 34 min 25 s 3 | +36 s 7       |
| 6                                   | 15      | Simon Schempp           | Allemagne          | 0 min 43 s | 1 (0+0+0+1)         | 34 min 27 s 7 | +39 s 1       |
| 7                                   | 9       | Emil Hegle Svendsen     | Norvège            | 0 min 29 s | 1 (0+1+0+0)         | 34 min 28 s 8 | +40 s 2       |
| 8                                   | 7       | Simon Eder              | Autriche           | 0 min 14 s | 2 (1+0+0+1)         | 34 min 28 s 9 | +40 s 3       |
| 9                                   | 17      | Andrejs Rastorgujevs    | Lettonie           | 0 min 47 s | 1 (0+0+1+0)         | 34 min 36 s 9 | +48 s 3       |
| 10                                  | 2       | Dominik Landertinger    | Autriche           | 0 min 01 s | 3 (0+0+1+2)         | 34 min 37 s 5 | +48 s 9       |
| 11                                  | 13      | Nathan Smith            | Canada             | 0 min 36 s | 1 (0+0+1+0)         | 34 min 37 s 7 | +49 s 1       |
| 12                                  | 20      | Christoph Sumann        | Autriche           | 0 min 52 s | 0 (0+0+0+0)         | 34 min 43 s 0 | +54 s 4       |
| 13                                  | 18      | Fredrik Lindström       | Suède              | 0 min 48 s | 3 (0+0+1+2)         | 34 min 45 s 7 | +57 s 1       |
| 14                                  | 4       | Anton Shipulin          | Russie             | 0 min 06 s | 3 (0+1+1+1)         | 34 min 47 s 1 | +58 s 5       |
| 15                                  | 27      | Evgeniy Garanichev      | Russie             | 1 min 10 s | 1 (0+0+1+0)         | 34 min 47 s 7 | +59 s 1       |
| 16                                  | 21      | Erik Lesser             | Allemagne          | 0 min 53 s | 3 (1+1+0+1)         | 34 min 53 s 1 | +1 min 04 s 5 |
| 17                                  | 12      | Lukas Hofer             | Italie             | 0 min 35 s | 2 (1+0+0+1)         | 34 min 53 s 1 | +1 min 04 s 5 |
| 18                                  | 36      | Simon Fourcade          | France             | 1 min 31 s | 1 (0+0+1+0)         | 35 min 15 s 0 | +1 min 26 s 4 |
| 19                                  | 34      | Arnd Peiffer            | Allemagne          | 1 min 28 s | 1 (0+0+1+0)         | 35 min 21 s 4 | +1 min 32 s 8 |
| 20                                  | 3       | Jaroslav Soukup         | République tchèque | 0 min 06 s | 4 (0+0+2+2)         | 35 min 35 s 0 | +1 min 46 s 4 |
| 21                                  | 46      | Simon Desthieux         | France             | 1 min 45 s | 1 (0+0+1+0)         | 35 min 35 s 6 | +1 min 47 s 0 |
| 22                                  | 19      | Tim Burke               | États-Unis         | 0 min 50 s | 2 (1+0+0+1)         | 35 min 37 s 0 | +1 min 48 s 4 |
| 23                                  | 37      | Matej Kazar             | Slovaquie          | 1 min 31 s | 3 (1+0+1+1)         | 35 min 38 s 4 | +1 min 49 s 8 |
| 24                                  | 26      | Klemen Bauer            | Slovénie           | 1 min 07 s | 4 (0+1+2+1)         | 35 min 39 s 8 | +1 min 51 s 2 |
| 25                                  | 11      | Dominik Windisch        | Italie             | 0 min 34 s | 4 (1+0+2+1)         | 35 min 40 s 0 | +1 min 51 s 4 |
| 26                                  | 5       | Jean-Philippe Leguellec | Canada             | 0 min 10 s | 3 (0+0+2+1)         | 35 min 45 s 3 | +1 min 56 s 7 |
| 27                                  | 39      | Tarjei Bø               | Norvège            | 1 min 37 s | 2 (0+1+0+1)         | 35 min 50 s 5 | +2 min 01 s 9 |
| 28                                  | 42      | Tobias Arwidson         | Suède              | 1 min 38 s | 0 (0+0+0+0)         | 35 min 51 s 2 | +2 min 02 s 6 |
| 29                                  | 43      | Yan Savitskiy           | Kazakhstan         | 1 min 40 s | 1 (0+1+0+0)         | 35 min 57 s 0 | +2 min 08 s 4 |
| 30                                  | 25      | Björn Ferry             | Suède              | 1 min 03 s | 3 (1+0+2+0)         | 36 min 06 s 9 | +2 min 18 s 3 |
| 31                                  | 10      | Jakov Fak               | Slovénie           | 0 min 33 s | 6 (2+1+1+2)         | 36 min 11 s 2 | +2 min 22 s 6 |
| 32                                  | 55      | Johannes Thingnes Bø    | Norvège            | 2 min 18 s | 1 (1+0+0+0)         | 36 min 12 s 4 | +2 min 23 s 8 |
| 33                                  | 28      | Dmitry Malyshko         | Russie             | 1 min 15 s | 2 (0+1+1+0)         | 36 min 17 s 0 | +2 min 28 s 4 |
| 34                                  | 24      | Carl Johan Bergman      | Suède              | 1 min 02 s | 3 (0+1+0+2)         | 36 min 20 s 9 | +2 min 32 s 3 |
| 35                                  | 23      | Brendan Green           | Canada             | 0 min 58 s | 4 (2+1+1+0)         | 36 min 21 s 2 | +2 min 32 s 6 |
| 36                                  | 22      | Andriy Deryzemlya       | Ukraine            | 0 min 56 s | 3 (0+0+1+2)         | 36 min 21 s 5 | +2 min 32 s 9 |
| 37                                  | 38      | Daniel Mesotitsch       | Autriche           | 1 min 33 s | 3 (1+0+1+1)         | 36 min 23 s 4 | +2 min 34 s 8 |
| 38                                  | 35      | Lowell Bailey           | États-Unis         | 1 min 31 s | 3 (0+1+1+1)         | 36 min 34 s 8 | +2 min 46 s 2 |
| 39                                  | 41      | Serhiy Semenov          | Ukraine            | 1 min 37 s | 3 (0+2+1+0)         | 36 min 48 s 1 | +2 min 59 s 5 |
| 40                                  | 48      | Tomas Kaukėnas          | Lituanie           | 1 min 53 s | 3 (1+0+0+2)         | 36 min 49 s 8 | +3 min 01 s 2 |
| 41                                  | 29      | Vladimir Chepelin       | Biélorussie        | 1 min 16 s | 1 (0+0+1+0)         | 36 min 57 s 2 | +3 min 08 s 6 |
| 42                                  | 47      | Christian De Lorenzi    | Italie             | 1 min 52 s | 2 (1+1+0+0)         | 36 min 58 s 2 | +3 min 09 s 6 |
| 43                                  | 58      | Christoph Stephan       | Allemagne          | 2 min 22 s | 1 (0+0+0+1)         | 37 min 18 s 8 | +3 min 30 s 2 |
| 44                                  | 32      | Artem Pryma             | Ukraine            | 1 min 24 s | 4 (0+1+2+1)         | 37 min 39 s 3 | +3 min 50 s 7 |
| 45                                  | 53      | Indrek Tobreluts        | Estonie            | 2 min 13 s | 3 (0+0+2+1)         | 38 min 00 s 5 | +4 min 11 s 9 |
| 46                                  | 54      | Kauri Kõiv              | Estonie            | 2 min 14 s | 3 (1+0+0+2)         | 38 min 10 s 2 | +4 min 21 s 6 |
| 47                                  | 30      | Cornel Puchianu         | Roumanie           | 1 min 17 s | 6 (0+2+1+3)         | 38 min 19 s 8 | +4 min 31 s 2 |
| 48                                  | 49      | Krasimir Anev           | Bulgarie           | 1 min 55 s | 5 (0+1+3+1)         | 38 min 47 s 6 | +4 min 59 s 0 |
| 49                                  | 51      | Janez Marič             | Slovénie           | 2 min 08 s | 3 (0+1+0+2)         | 38 min 58 s 4 | +5 min 09 s 8 |
| 50                                  | 33      | Sergeï Novikov          | Biélorussie        | 1 min 27 s | 3 (0+1+1+1)         | 38 min 59 s 5 | +5 min 10 s 9 |
| 51                                  | 56      | Evgeny Abramenko        | Biélorussie        | 2 min 22 s | 5 (0+0+4+1)         | 39 min 11 s 5 | +5 min 22 s 9 |
| 52                                  | 52      | Pavol Hurajt            | Slovaquie          | 2 min 12 s | 1 (1+0+0+0)         | 39 min 14 s 3 | +5 min 25 s 7 |
| 53                                  | 45      | Leif Nordgren           | États-Unis         | 1 min 44 s | 7 (3+2+1+1)         | 39 min 31 s 4 | +5 min 42 s 8 |
| 54                                  | 44      | Sergei Sednev           | Ukraine            | 1 min 43 s | 3 (1+0+1+1)         | 39 min 33 s 8 | +5 min 45 s 2 |
| 55                                  | 60      | Vladimir Iliev          | Bulgarie           | 2 min 22 s | 7 (3+1+2+1)         | 39 min 44 s 6 | +5 min 56 s 0 |
| 56                                  | 57      | Yuryi Liadov            | Biélorussie        | 2 min 22 s | 4 (1+1+0+2)         | 39 min 46 s 2 | +5 min 57 s 6 |
| 57                                  | 40      | Serafin Wiestner        | Suisse             | 1 min 37 s | 7 (2+1+3+1)         | 39 min 48 s 1 | +5 min 59 s 5 |
| 58                                  | 59      | Sergey Naumik           | Kazakhstan         | 2 min 22 s | 4 (1+0+2+1)         | 40 min 06 s 5 | +6 min 17 s 9 |
| 59                                  | 50      | Danil Steptsenko        | Estonie            | 2 min 07 s | 7 (1+1+1+4)         | 40 min 52 s 0 | +7 min 03 s 4 |
|                                     | 31      | Michal Šlesingr         | République tchèque | 1 min 18 s |                     |               | Non partant   |